# Bathybates hornii
Bathybates hornii ist eine afrikanische Buntbarschart, die endemisch im ostafrikanischen Tanganjikasee vorkommt.

## Merkmale
Bathybates hornii ist langgestreckt, seitlich stark abgeflacht und kann eine Maximallänge von 27 cm erreichen. Die Länge der Fische erreicht das 3,55- bis 4,75fache der maximalen Körperhöhe. Wie alle Bathybates-Arten besitzt Bathybates hornii kleine Sekundärschuppen, die ringförmig um die größeren Primärschuppen angeordnet sind und diese, sowie die Rinnen, die normalerweise zwischen den größeren Schuppen stehen, teilweise überdecken. Diese dienen dazu, Verwirbelungen, die bei unebenen Oberflächen entstehen, zu vermeiden und die Fische stromlinienförmiger und schneller zu machen. Im Unterschied zu Bathybates vittatus überdecken diese Sekundärschuppen die Primärschuppen bei Bathybates hornii in den meisten Fällen nicht vollständig. Der Schwanzstiel ist 2- bis 2,1-mal so lang wie hoch. Typisch für Bathybates hornii ist ein Zeichnungsmuster mit kurzen senkrechten und waagerechten dunklen Streifen auf den Körperseiten und die leicht eingekerbte Rückenflosse.
- Flossenformel: Dorsale XII–XV/14–16, Anale III/15–16.
- Schuppenformel 71–87 (mLR)
- 8–11 Kiemenrechen

## Lebensweise
Bathybates hornii lebt in kleinen Schwärmen und ernährt sich vor allem von den beiden im Tanganjikasee vorkommenden Heringsarten Limnothrissa miodon und Stolothrissa tanganicae. Gelaicht wird in ufernahen, sandigen Zonen. Nach dem Ablaichen nimmt das Weibchen die Eier ins Maul (Maulbrüter). Die Jungfische mischen sich unter die Schwärme der in Ufernähe lebenden Sandcichliden (Callochromis, Ectodus, Xenotilapia), bis sie eine Länge von etwa 8 cm haben und die Lebensweise der Eltern annehmen.

## Quelle
- Pierre Brichard: Das Große Buch der Tanganjika Cichliden. Mit allen anderen Fischen des Tanganjikasees. Bede Verlag GmbH. 1995, ISBN 978-3927997943, Seite 278–279.